# Рот-Штајр М1907
Рот-Штајр М1907 или Рот-Крнка М7, аустријски полуаутоматски пиштољ с почетка 20. века. Коришћен је као службено оружје аустроугарске војске у Првом светском рату.

## Карактеристике
Полуаутоматски пиштољ Рот-Штајр М1907 је радио на принципу кратког трзања цеви. Укупне масе око 990 г и калибра 8 мм, пунио се оквиром са 10 метака. Почетна брзина метка износила је око 330 м/с.

## Историја
Овај пиштољ дизајнирали су Георг Рот и Карел Крнка, и он је 1907. ушао у масовну производњу, усвојен као службено оружје аустроугарске војске (углавном коњице). Тако је Аустроугарска 1907. постала прва држава која је заменила службени револвер полуаутоматским пиштољем.